# Eschrichtius robustus
La ballena gris  (Eschrichtius robustus) es una especie de cetáceo misticeto de la familia Eschrichtiidae de tamaño medio que en la actualidad sólo habita la zona norte del océano Pacífico y zona norte del Océano Atlántico.
Pese a su nombre de “ballena”, los estudios moleculares y morfológicos demuestran que se encuentran más relacionadas con los rorcuales que con las ballenas.
Es uno de los mamíferos que realizan una de las migraciones más largas, pues se desplaza desde las bahías del norte de México, donde la hembra pare a su cría en invierno, hasta el norte del mar de Bering, donde se alimenta en verano. Esta presente también en el océano Atlántico norte y en las aguas situadas entre Japón y la península rusa de Kamchatka, pero estuvo cerca de desaparecer en el océano Pacífico occidental, y en el Atlántico Norte.

## Distribución
Existen dos poblaciones del océano Pacífico: 
- Una población pequeña que viaja entre el mar de Ojotsk y Corea meridional.
- Otra más grande que viaja entre las aguas de Alaska y Baja California Sur.
- Una población pequeña viaja por el Atlántico Norte.
- Y hubo otra población, la ballena de  Akishima Eschrichtius akishimaensis, que vivió en el Pleistoceno de las costas del actual Japón.[3]

## Descripción

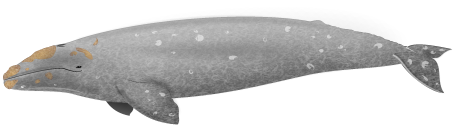
Ballena gris

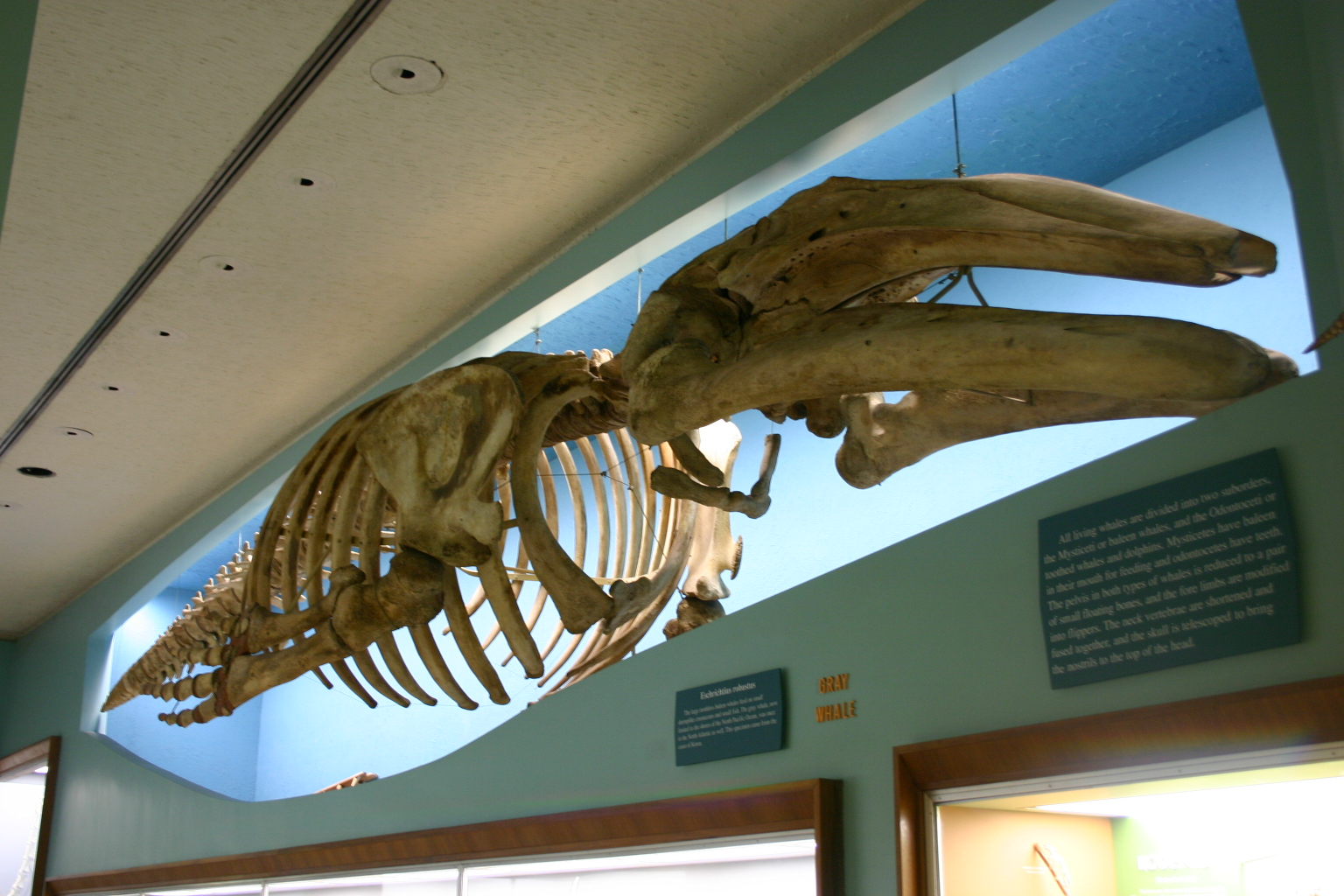
Esqueleto de una ballena gris

Los adultos alcanzan casi 15 m de longitud y 20 t de peso. La piel es de color gris, con manchas irregulares blancas que forman un diseño característico que permite diferenciar a cada individuo. Presentan el cuerpo cubierto de percebes y otros crustáceos parásitos. Poseen varias protuberancias que terminan antes de la cola, pero carecen de una aleta dorsal verdadera. Las ballenas adultas tienen tantas rémoras y cicatrices blancuzcas que el color gris original casi se pierde. Su cabeza es relativamente pequeña y se inclina hacia abajo a partir de un par de orificios nasales. La larga boca parece partir de la cabeza en dos y se curva un poco hacia arriba. Las barbas tienen menos de 50 cm de largo y de un tono amarillentas a blancas con cerdas blanco-amarillentas. De dos a cinco hendiduras poco profundas arrugan la parte inferior de la garganta.

## Alimentación
Se alimentan de crustáceos (krill) que viven en los fondos de fango del mar de Bering. Remueven el fango con su hocico y lo absorben junto con el alimento; a continuación expulsan el agua lodosa empujando la lengua contra las barbas o ballenas de la boca. Estas consisten en unas láminas cortas, erizadas y de color amarillo que cuelgan del borde de la mandíbula superior; están situadas en el lugar donde estarían emplazados los dientes en otros mamíferos y actúan como un colador. Tras una inmersión para atrapar alimento, las ballenas expulsan cantidades enormes de lodo y de partículas alimenticias, y de esta forma las aves marinas resultan beneficiadas, pues se alimentan de invertebrados del fondo llevados a la superficie por las ballenas.

## Reproducción
Alcanzan su madurez sexual a los ocho o nueve años. El apareamiento se confina principalmente a las lagunas de crianza (laguna Ojo de Liebre, laguna San Ignacio y bahía Magdalena en el estado de Baja California Sur, México) aunque a veces ocurre durante el viaje de migración. La hembra da a luz una sola vez cada dos años, generalmente a una sola cría, después de un período de 12 a 13 meses de gestación. La mayoría de las ballenas grises crían en las lagunas de Baja California y, como todos los cetáceos, las crías nacen en el agua, son capaces de nadar inmediatamente. Los ballenatos dependen de una dieta de leche por lo menos durante seis meses. Se destetan al siguiente verano después de siete a ocho meses, aunque las ballenas juveniles a menudo se quedan con sus madres durante uno o dos años más.  Los machos pueden aparearse con varias hembras y no parece que desempeñen ningún papel en el cuidado de las crías. En la cópula de las ballenas grises frecuentemente intervienen más de tres ballenas.

## Poblaciones

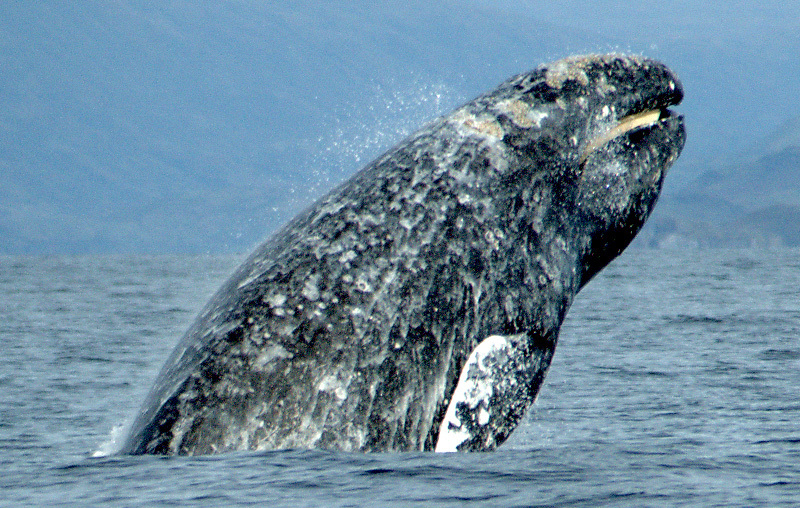
Ballena gris (Eschrichtius robustus)

Se sabe de la existencia de dos poblaciones en el Océano Pacífico: una de no más de 130 ejemplares cuya ruta migratoria se sitúa entre el mar de Ojotsk y Corea del Sur, y una más grande con una población de entre 20 000 y 22 000 individuos en el Pacífico oriental que viajan entre las aguas de Alaska y Baja California Sur. La población occidental está catalogado como en peligro crítico de extinción por la UICN. No se registraron hembras reproductoras nuevas en 2010, resultando en un mínimo de 26 hembras reproductoras observadas desde 1995. Incluso un pequeño número de muertes femeninas anuales adicionales tiende a que la subpoblación decline.
La ballena gris se creía extinta en el Atlántico Norte en el siglo XVIII, como se demostró por datación por radiación de carbono de restos costeros fósiles o subfósiles en Bélgica, Países Bajos, Suecia y el Reino Unido, por causas no confirmadas aunque posiblemente la caza de que era objeto influiría en su desaparición.Sin embargo, científicos el 1 de marzo de 2024 encuentran un ejemplar de la Ballena Gris por las costas de Nueva Inglaterra, Océano Atlántico. Restos que datan de la época romana fueron encontrados en el Mediterráneo durante la excavación del antiguo puerto de Lattara cerca de Montpellier en 1997, planteando la cuestión de si las ballenas grises del Atlántico migraban de norte a sur desde la costa del norte de Europa para parir en el Mediterráneo. Del mismo modo, la datación por radiocarbono de subfósiles de la costa este americana confirma que las ballenas grises existían por lo menos hasta el siglo XVII. 
A mediados de 1980, hubo tres avistamientos de ballenas grises en el este del mar de Beaufort, colocándoles 585 km más al este de su área de distribución conocida en la época. En mayo de 2010, una ballena gris fue vista por primera vez en siglos en el Mediterráneo, cerca de las costas de Israel. Se ha especulado que esta ballena hubiese cruzado desde el Pacífico al Atlántico a través del Paso del Noroeste, ya que las rutas alternativas a través del Canal de Panamá o el Cabo de Hornos no son contiguas al área establecido a esta ballena. La fusión gradual y la recesión de hielo marino del Ártico con pérdida extrema en el año 2007 hizo que el Paso del Noroeste fuese "completamente navegable". La misma ballena fue avistada de nuevo el 30 de mayo de 2010, frente a la costa de Barcelona, España. El 4 de noviembre de ese mismo año fue avistada en las costas de Castellón (también en España). El 1 de marzo de 2024, científicos divisan en las costas de Nueva Inglaterra una Ballena Gris, cuya especia se creía extinta en el Atlántico hace más de 200 años.

## La ballena gris y los humanos
Las ballenas grises son lentas cuando se desplazan y viven cerca de la costa en casi toda su área de distribución. Ésta fue la razón que permitió que fueran sobreexplotadas hasta el punto de que la especie llegó a ser considerada extinta entre finales del siglo XIX y principios del siglo XX, siendo redescubierta en 1911. En 1947, la Comisión Ballenera Internacional declaró a la ballena gris especie protegida —excepto una cuota de caza anual para los aborígenes de la costa pacífica de la antigua Unión Soviética. Desde aquella fecha, las poblaciones de ballena gris han experimentado gran recuperación debido a su protección, hasta alcanzar una cifra que oscila entre los 21 000 a 23 000 individuos en la década de 1990; sin embargo, la población del océano Pacífico occidental sigue estando muy reducida y esta especie sigue estando considerada como una especie amenazada por la Unión Internacional para la Conservación de la Naturaleza y los Recursos Naturales (UICN). 
Las ballenas grises constituyen en la actualidad una atracción turística desde el mes de noviembre a abril o mayo en las costas de los estados de California, Oregón y Washington (Estados Unidos) y los complejos lagunares de laguna Manuela, Guerrero Negro, Ojo de Liebre (o para los estadounidenses Scammon´s Lagoon), laguna San Ignacio y bahía Magdalena en la  península de Baja California Sur, México, época en que las madres y las crías recién nacidas migran hacia el norte.